# Розклад невід'ємних матриць
Розклад невід'ємних матриць (NMF(Non-negative matrix factorization)) це група алгоритмів багатовимірного аналізу та лінійної алгебри, де матриця V розкладається в, зазвичай, дві матриці W, H, враховуючи, що жодна з трьох матриць немає від'ємних елементів. Завдяки невід'ємності результуючі матриці легко перевіряються. Крім того, в таких програмах, як обробка аудіо спектрограм даним притаманна ця невід'ємність. Так як проблема немає точних розв'язків, в загальному випадку, зазвичай, знаходять числове наближення.

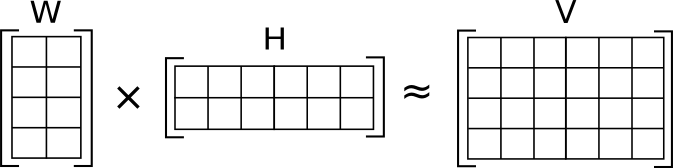
V=W*H

NMF застосовується в таких областях, як машинне бачення, кластеризація документів, хемометрика, обробка аудіо сигналів і рекомендаційні системи.

## Історія
У хемометриці розклад невід'ємних матриць має довгу історію під назвою «крива самостійного моделювання».У рамках цього фреймворку вектори у правій матриці представляють неперервні криві, а не дискретні вектори. Також ранню роботу з розкладу невід'ємних матриць проводила група фінських вчених в середині 1990-х, під назвою «позитивної матричної факторизації». Він став широко відомим як факторизація невід'ємних матриць після того, як Лі і Сунг дослідили властивості алгоритму і опублікували кілька простих і корисних алгоритмів для двох типів факторизацій(множників).

## Теорія
Нехай матриця V є добутком матриці W і H
{\displaystyle \mathbf {V} =\mathbf {W} \mathbf {H} \,.}
Множення матриць може бути реалізоване як обчислення вектор-стовпчиків матриці V,у вигляді лінійної комбінації вектор-стовпчиків матриці W використовуючи коефіцієнти, що відповідають векторам-рядкам матриці H.Тобто, кожен стовпець V може бути обчислено таким чином:
{\displaystyle \mathbf {v} _{i}=\mathbf {W} \mathbf {h} _{i}\,,}
де vi — і-ий вектор-стовпчик матриці V, a hi — і-ий вектор-стовпчик матриці H.
При множенні матриць, розміри матриць-множників можуть бути значно меншими від розмірів матриці-результата і саме ця властивість формує основну властивість NMF-алгоритму. Тобто, NMF генерує матриці-множники, які набагато менші в порівнянні з вихідною матрицею. Наприклад, коли V розміру m×n, W — m×p, a H — p×n, то p може бути значно меншим від n i m.
Приклад на основі текстового аналізу:
•Нехай матриця V має 10000 рядків і 500 стовпчиків, де слова є в рядках, а документи- стовпчиками. Тобто є 500 проіндексованих документів по 100000 слів.
•Припустимо, нам потрібно знайти алгоритм, що дає 10 можливостей для того, щоб генерувати матриці W з 10000 рядків і 10 стовпців і коефіцієнти матриці H з 10 рядків і 500 стовпців.
•Добуток W на H має розмірність 10000 на 500 і, якщо розклад спрацював правильно, елементи якого приблизно рівні елементам вихідної матриці V.
•З цього випливає, що кожен стовпчик з матриці WH є лінійною комбінацією векторів 10 стовпців W і відповідних рядків з матриці H.
Цей останній пункт є основою NMF, тому що ми можемо розглядати кожен вихідний документ у нашому прикладі, який будується з невеликого набору прихованих функцій. NMF генерує ці функції.
Інколи корисно розглядати вектор стовпчик з властивостей матриці W як архетип документа, що містить набір слів, де значення комірки кожного слова визначає ранг даного слова у функції: чим вище значення слова, тим вище ранг слова в функції. Стовпчик в коефіцієнтах матриці H представляє оригінальний документ зі значенням, що визначає значення документа у функції. Це виконується, бо кожен рядок матриці H представляє функцію(властивість). Тепер ми можемо відновити документ (стовпчик вектор) з заданої матриці лінійною комбінацією властивостей (вектори- стовпчики в W ,де кожне значення рівне значенню клітинки із стовпчика документу у H.

## Типи

### Наближений розклад невід'ємних матриць
Зазвичай кількість стовпців у Wі к-сть рядків у H у NMF вибирається так, щоб WH було наближенням до V. Повний розклад V є двома невід'ємними матрицями W і H а також залишкової U, тобто : V = WH + U.Елементи залишкової матриці можуть бути як від'ємними, так і додатними.
Якщо W іHє меншими, ніж V , то їх легше зберігати і ними маніпулювати. Ще одна причина розкладу V на менші матриці W іH, якщо можна представити елементи V набагато меншою кількістю даних, то можна уявити структури, заховані у цих даних з набагато меншими втратами.

### Опуклий розклад невід'ємних матриць
В стандартному NMF, фактор матриця {\displaystyle W\in \Re _{+}^{m\times k}}， i.e., W може бути чим завгодно з цього простору. Опуклий NMF обмежує {\displaystyle W} до опуклої комбінації векторів вхідних даних {\displaystyle (v_{1},\cdots ,v_{n})}.Це значно підвищує якість представлених даних W. Крім того, результат фактор матриці H стає більш розрідженим і ортогональним.

### Невід'ємний ранг розкладу
Якщо невід'ємний ранг V рівний рангу, V=WH, то він називається невід'ємним рангом розкладу . Проблемою у відшуканні NRF для V,є те що така проблема є NP-повною.

### Різновиди функцій втрат і регуляризації
Є різні типи розкладу невід'ємних матриць.
Різні типи виникають із використанням різних функцій втрат для вимірювання різниці між V іWH і, можливо, із регуляризацією матриці W і/абоH .
Дві прості функції вивчені Лі і Сунгом — це квадрат помилки (або Фробеніусова норма) і розширення відмінності додатних матриць Кулбека-Лейблера.
Кожна відмінність призводить до іншого алгоритму NMF, зазвичай мінімузуючого відмінність за допомогою ітеративного процесу.
Проблема факторизації у випадку NMF з квадратом помилки може записуватись так: Дано матрицю {\displaystyle \mathbf {V} } знайти невід'ємні матриці W і H, що мінімізують функцію
{\displaystyle F(\mathbf {W} ,\mathbf {H} )=\|\mathbf {V} -\mathbf {WH} \|_{F}^{2}}
Ще один тип NMF для зображень базується на нормі повної варіації.

### Online NMF
Багато стандартних алгоритмів NMF аналізують всі дані разом, тобто вся матриця доступна з самого початку. Це може бути незадовільним в додатках, де є занадто багато даних, щоб поміститися в пам'яті або де дані представлені в потоковому вигляді. Прикладом таких може бути колаборативна фільтрація у рекомендаційній системі, де може бути багато користувачів і багато предметів, для рекомендацій, і це було б неефективно перерахувати все, коли один користувач або один елемент буде додано в систему. Функція втрат для оптимізації в таких випадках може або не може бути такою ж, як і для стандартного NMF, але алгоритми повинні бути досить різні.

## Алгоритми
Є кілька способів знаходження W and H :правило мультиплікативного оновлення Лі і Сунга, було популярним методом з простою реалізацією. З того часу було розроблено ще кілька інших алгоритмів.
Кілька вдалих алгоритмів базуються на невід'ємних найменших квадратах non-negative least squares: на кожному кроці цього алгоритму, спочатку H є фіксованою, а W знаходиться методом невід'ємних найменших квадратів, тодіW стає фіксованою, а H знаходиться аналогічно. Процедура знаходження W і H може бути такою ж або відмінною, від варіанту регуляризації у NMF одної з W іH. Конкретні підходи включають Метод найшвидшого спуску, метод активної множини, а також метод повороту головного блоку.
Алгоритми, що доступні зараз є не зовсім оптимальними, бо вони можуть тільки гарантувати знаходження локального мінімуму, порівняно з глобольним мінімумом у функції втрат. Швидше за все оптимальний алгоритм навряд чи буде знайдено в найближчому майбутньому, так як проблема узагальнює проблему K-засобів кластеризації, яка, як відомо єNP-повною. Проте, в багатьох додатках з добування даних, локальний мінімум є корисним.

### Точний NMF
Точний розв'язок для варіантів NMF можна очікувати (за поліноміальний час) коли на матрицю V накладаються додаткові обмеження. Поліноміальний алгоритм для знаходження невід'ємного рангу факторизації, якщо V містить одночлен субматрицю рангу, рівного за рангом даній(Кемпбелл і Пул в 1981 році). Kalofolias and Gallopoulos (2012) вирішити симетричний аналог цієї проблеми, де V симетрична і містить діагональ основної субматриці рангу г. Їх алгоритм виконується зі складністю O(rm²) при високій щільності. Arora, Ge, Halpern, Mimno, Moitra, Sontag, Wu, & Zhu (2013) продемонстрували точний поліноміальний алгоритм NMF, який працює у випадку, де один з факторів W задовольняє умову роздільності.

## Додатково
- J. Shen, G. W. Israël (1989). A receptor model using a specific non-negative transformation technique for ambient aerosol. Atmospheric Environment. 23 (10): 2289—2298. doi:10.1016/0004-6981(89)90190-X.
- Pentti Paatero (1997). Least squares formulation of robust non-negative factor analysis. Chemometrics and Intelligent Laboratory Systems. 37 (1): 23—35. doi:10.1016/S0169-7439(96)00044-5.
- Raul Kompass (2007). A Generalized Divergence Measure for Nonnegative Matrix Factorization. Neural Computation. 19 (3): 780—791. doi:10.1162/neco.2007.19.3.780. PMID 17298233.
- Liu, W.X. and Zheng, N.N. and You, Q.B. (2006). Nonnegative Matrix Factorization and its applications in pattern recognition (PDF). Chinese Science Bulletin. 51 (17–18): 7—18. doi:10.1007/s11434-005-1109-6.[недоступне посилання]
- Ngoc-Diep Ho, Paul Van Dooren and Vincent Blondel (2008). Descent Methods for Nonnegative Matrix Factorization. arXiv:0801.3199 [cs.NA].
- Andrzej Cichocki, Rafal Zdunek and Shun-ichi Amari (2008). Nonnegative Matrix and Tensor Factorization. IEEE Signal Processing Magazine. 25 (1): 142—145. doi:10.1109/MSP.2008.4408452.
- Cédric Févotte, Nancy Bertin, and Jean-Louis Durrieu (2009). Nonnegative Matrix Factorization with the Itakura-Saito Divergence: With Application to Music Analysis. Neural Computation. 21 (3): 793—830. doi:10.1162/neco.2008.04-08-771. PMID 18785855.
- Ali Taylan Cemgil (2009). Bayesian Inference for Nonnegative Matrix Factorisation Models. Computational Intelligence and Neuroscience. 2009 (2): 1. doi:10.1155/2009/785152. PMC 2688815. PMID 19536273.{{cite journal}}:  Обслуговування CS1: Сторінки із непозначеним DOI з безкоштовним доступом (посилання)[недоступне посилання]